# Сідні Джастін Гарріс
Сідней Дж. Гарріс (англ. Sydney J. Harris; 14 вересня 1917 – 8 грудня 1986) - американський журналіст в газеті Chicago Daily News а пізніше Chicago Sun-Times.  Написав 11 книжок, а його тижнева колонка, “Strictly Personal”, передруковувалась в приблизно 200 газет у США та Канаді.

### Збірки публікацій
- Strictly Personal (1953)
- Majority of One (1957)
- Last Things First (1961)
- On the Contrary (1964)
- Leaving the Surface (1968)
- For the Time Being (1972)
- The Best of Sydney J. Harris (1975)
- Pieces of Eight  (1982)
- Clearing the Ground (1986)
- How to Keep Air Clean

### Інші книжки
- The Authentic Person: Dealing with Dilemma (1972)
- Winners and Losers (1973)
- Would You Believe? (1979)